# Gare de Sainte-Foy-de-Montgommery
La gare de Sainte-Foy-de-Montgommery est une gare ferroviaire, fermée, de la ligne de Sainte-Gauburge à Mesnil-Mauger, située sur le territoire de la commune déléguée de Sainte-Foy-de-Montgommery, au sein de la commune nouvelle de Val-de-Vie, dans le département du Calvados en région Normandie.

## Situation ferroviaire
Établie à 85 mètres d'altitude, la gare de Sainte-Foy-de-Montgommery était située au point kilométrique (PK) 42,420 de la ligne de Sainte-Gauburge à Mesnil-Mauger, entre les gares de Vimoutiers et de Livarot.
Elle disposait d'une voie.

## Histoire
Le 16 décembre 1875, la ligne de Sainte-Gauburge à Mesnil-Mauger est déclarée d'utilité publique, et une loi du 14 juin 1878 permit au ministère des Travaux publics de commencer les travaux de construction. Le 30 décembre 1881, la gare de Sainte-Foy-de-Montgommery est inaugurée lors de l'ouverture de la section entre Ticheville-Le Sap et le Mesnil-Mauger. Le 5 mai 1938, la gare est fermée au service voyageurs, et le 30 septembre 1990, elle est fermée au service marchandises. La ligne de chemin de fer est devenue une voie verte, appelée la Coulée verte, reliant Vimoutiers au Mesnil-Mauger.

## Patrimoine ferroviaire
Le bâtiment voyageurs d'origine est toujours présent, réaffecté, il est devenu une habitation privée.